# Нечепуренко, Иван Иванович
Иван Иванович Нечепуренко (1918—1990) — участник Великой Отечественной войны, командир звена 173-го гвардейского штурмового авиационного Слуцкого полка 11-й гвардейской штурмовой авиационной Нежинской дивизии 16-й воздушной армии 1-го Белорусского фронта, гвардии лейтенант. Герой Советского Союза (1946).

## Биография
Родился 25 мая 1918 года в деревне Каршино-Ивановка ныне Родионово-Несветайского района Ростовской области в семье крестьянина. Русский.
Окончил 8 классов. Работал слесарем на заводе «Ростсельмаш».
В рядах Красной Армии с 1938 года. В 1940 году окончил Вольское военное авиационно-техническое училище, в 1942 году — Балашовскую военную авиационную школу пилотов.
На фронтах Великой Отечественной войны с мая 1943 года. Член КПСС с 1943 года.
Воевал старшим лётчиком и командиром звена на Центральном, Белорусском и 1-м Белорусском фронтах. Принимал участие в боях на Орловско-Курской дуге, в Черниговско-Припятской и Гомельско-Речицкой операциях, в боях на реках Сож и Днепр — в 1943 году; в Рогачёвско-Жлобинской, Бобруйской и Брестско-Люблинской операциях, в штурмовках при расширении Сероцкого плацдарма на реке Нарев — в 1944 году; в Висло-Одерской и Берлинской операциях — в 1945 году.
Командир звена гвардии лейтенант Нечепуренко совершил 105 боевых вылетов, уничтожил 13 танков, 75 автомашин и много другой боевой техники противника, а также до 400 солдат и офицеров.
После войны И. И. Нечепуренко продолжал службу на должностях командира эскадрильи и помощника командира штурмового авиаполка по воздушно-стрелковой подготовке в Группе советских войск в Германии (ГСВГ) и в Северо-Кавказском военном округе (СКВО), где занимал должности командира эскадрильи и помощника командира штурмового авиаполка по воздушно-стрелковой подготовке, дослужившись до звания майора.
С 1954 года майор Нечепуренко — в отставке. С семьёй вернулся в город Ростов-на-Дону, где жил и до 1978 года работал в ростовском аэропорту.
Умер в 1990 году. Похоронен в Ростове-на-Дону.

## Память
- На территории Вольского высшего военного училища тыла (военный институт) установлена памятная доска в мемориальном комплексе.

## Награды
- Указом Президиума Верховного Совета СССР от 15 мая 1946 года за образцовое выполнение боевых заданий командования на фронте борьбы с немецко-фашистскими захватчиками и проявленные при этом мужество и героизм гвардии лейтенанту Нечепуренко Ивану Ивановичу присвоено звание Героя Советского Союза с вручением ордена Ленина и медали «Золотая Звезда» (№ 7027).
- Награждён четырьмя орденами Красного Знамени (19.01.1944; 15.09.1944; 29.03.1945; 31.07.1945), двумя орденами Отечественной войны 1-й степени (24.08.1943; 11.03.1985), двумя орденами Красной Звезды (15.07.1943; 05.11.1954), медалями «За боевые заслуги» (15.11.1950), «За освобождение Варшавы», «За взятие Берлина», «За победу над Германией».